# Meistaraflokkur 1929
La Meistaraflokkur 1929 fu la 18ª edizione del campionato di calcio islandese e concluso con la vittoria del KR al suo sesto titolo.

## Formula
Per la prima e unica volta nella storia del campionato islandese non si disputò un torneo con il classico girone all'italiana, ma scontri diretti ad eliminazione: le squadre che perdevano due partite venivano eliminate dal torneo. Le squadre partecipanti furono sei.

## Squadre partecipanti
| Club     | Città     | Posizione 1928     |
| -------- | --------- | ------------------ |
| Fram     | Reykjavík | 3°                 |
| KR       | Reykjavík | Campione d'Islanda |
| Valur    | Reykjavík | 2°                 |
| Víkingur | Reykjavík | Non partecipante   |
| ÍBA      | Reykjavík | Non partecipante   |
| ÍBV      | Reykjavík | Non partecipante   |

Tutti gli incontri si disputarono allo stadio Melavöllur, impianto situato nella capitale.

## Risultati
| Squadra 1 | Ris | Squadra 2 |                    |
| --------- | --- | --------- | ------------------ |
| Víkingur  | 3-0 | ÍBA       |                    |
| Valur     | 4-1 | ÍBV       |                    |
| KR        | 7-1 | Fram      |                    |
| ÍBV       | 4-1 | Víkingur  |                    |
| Valur     | 0-0 | ÍBA       |                    |
| ÍBV       | 2-1 | Fram      | Fram eliminata     |
| KR        | 2-1 | Víkingur  | Víkingur eliminata |
| Valur     | 4-0 | ÍBA       | ÍBA eliminata      |
| KR        | 3-0 | ÍBV       | ÍBV eliminata      |
| KR        | 3-1 | Valur     | KR campione        |

### Verdetti
- KR Campione d'Islanda 1929.